# Arif Kuşdoğan
Arif Kuşdoğan (* 1. Januar 1956 in Istanbul) ist ein ehemaliger türkischer Fußballspieler.

## Karriere
Arif Kuşdoğan begann seine Karriere bei Galatasaray Istanbul. In seiner ersten Saison kam er zu einem Spiel und wurde am Ende derselben Spielzeit türkischer Meister und 1976 folgte der Gewinn des türkischen Pokals. In fünf Jahren für Galatasaray kam Kuşdoğan zu 23 Ligaspielen. Seine letzte Saison verbrachte der Abwehrspieler in der 2. Liga bei Çaykur Rizespor.

## Erfolge
Galatasaray Istanbul
- Türkischer Meister. 1973
- Türkischer Fußballpokal: 1976